# 尹錫悦韓国大統領弾劾訴追
尹錫悦韓国大統領弾劾訴追（ユン・ソンニョルかんこくだいとうりょうだんがいそつい、ハングル: 윤석열 대통령 탄핵 소추; ハンチャ: 尹錫悅大統領彈劾訴追）は、2024年12月14日に大韓民国（韓国）の国会が大統領（第20代）である尹錫悦を弾劾訴追した政治事件である。弾劾訴追の結果、2025年4月4日に憲法裁判所は尹錫悦を罷免する判決を言い渡した。また大統領弾劾訴追は2004年の盧武鉉元大統領、2016年の朴槿恵元大統領が弾劾訴追された事案に続く3例目であった。

## 弾劾訴追の経緯

### 発端
韓国標準時2024年12月3日22時23分、韓国大統領の尹錫悦は緊急のテレビ演説を始め、22時28分に非常戒厳（ハングル: 비상계엄、戒厳令）を宣言した。

<前略>
親愛なる国民の皆様、私は北朝鮮の共産主義勢力の脅威から自由大韓民国を守り、我が国民の自由と幸福を奪い取る恥知らずな親北朝鮮の反国家勢力を一挙に排除し、自由憲政秩序を守り抜くため、非常戒厳を宣布します。
この非常戒厳を通じ、国家崩壊の淵にある自由大韓民国を再建し、守り抜きます。そして、これまで破壊行為を繰り返してきた亡国の元凶である反国家勢力を必ず排除します。これは体制転覆を企てる反国家勢力から国民の自由と安全、国家の持続可能性を守り、未来世代にふさわしい国を引き継ぐためにやむを得ない措置です。
私はできる限り迅速に反国家勢力を排除し、国家を正常化します。この戒厳の宣布によって、自由大韓民国の憲法価値を信じ従ってくださる善良な国民に多少の不便が生じるかもしれませんが、これを最小限に抑えるよう努めます。
このような措置は自由大韓民国の永続性を確保するためのやむを得ないものであり、大韓民国が国際社会で責任を果たし、貢献し続けるという外交方針には何ら変わりはありません。
私は大統領として国民の皆様に切に訴えます。私はただ国民の皆様を信じ、命を捧げて自由大韓民国を守り抜きます。どうか私を信じてください。
<後略>
—尹錫悦（ユン・ソンニョル）大統領,テレビ演説

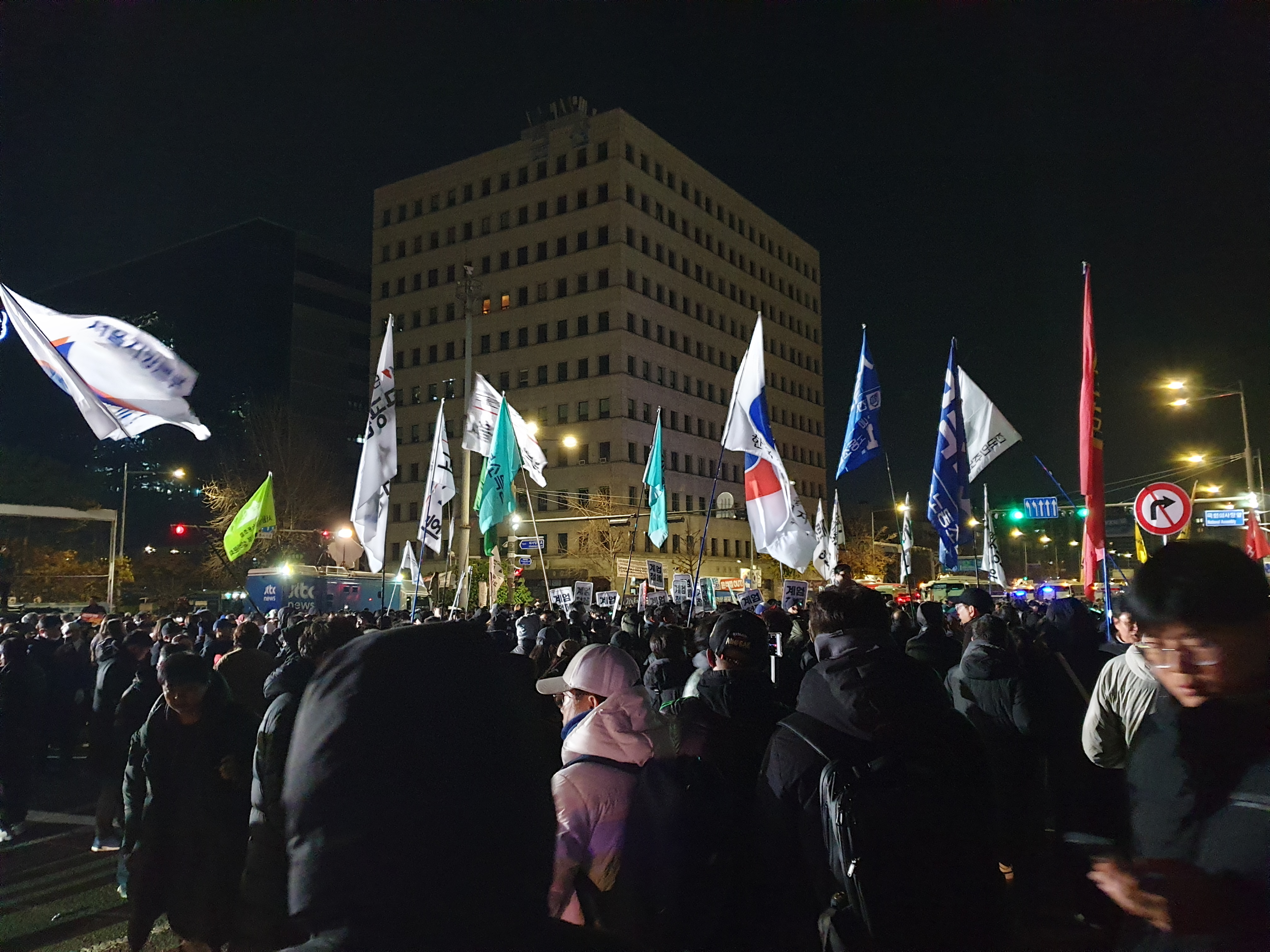
非常戒厳発令に抗議する人々（2024年12月4日）

全国放送された演説で、尹は閣僚を弾劾し、予算案を阻止することで「自由民主主義体制の転覆を企てている」と野党を非難した。彼は国民に自分を信じ「多少の不便」を我慢するようにも求めた。韓国で戒厳令が宣言されたのは全斗煥軍事独裁政権下の1979年以来初めてであった。尹は朴安洙陸軍参謀総長を戒厳司令官に任命した。
戒厳軍の逮捕リストには野党「共に民主党」の李在明代表だけでなく、与党「国民の力」の韓東勲代表や禹元植国会議長、野党「祖国革新党」代表の曺国元法務部長官、金命洙元大法院長、市民運動の活動家など与野党官民問わず含まれていたという。また、逮捕した政治家関係者を京畿道果川の収監施設に連行する計画もあったとされる。

### 野党による弾劾訴追案の提出
同月4日14時40分、最大野党である共に民主党と他の野党である祖国革新党・改革新党・進歩党・基本所得党・社会民主党および無所属議員1名の計191名により、尹の弾劾訴追案を国会に提出した。弾劾訴追案は翌日5日の本会議で報告、同月6～7日に採決される見通しである。
韓国の憲法では、弾劾には国会議員の過半数による発議と、3分の2以上の賛成が必要とされており、これを受けて憲法裁判所が判断を下し、判事9人のうち6人以上の賛成によって弾劾が成立する仕組みになっている。弾劾の成否が決まるまでの間、尹の大統領権限は停止され、尹が辞任するか罷免された場合、新たな選挙が行われるまで国務総理（首相）である韓悳洙が職務を代行することとなる。また、共に民主党は、尹を「反逆罪」で告発する方針であるとしている。
同月4日、尹に非常戒厳を進言した国防部長官の金龍顕が引責辞任を表明し、翌5日に尹が金の辞任を認めた。また、戒厳司令官を務めた陸軍参謀総長の朴安洙も5日に辞意を明らかにした。金に関しては内乱罪の疑いで告発されたため、韓国検察当局が出国禁止措置とした。尹は国防部長官の後任には駐サウジアラビア大使の崔秉赫の起用を決定した。国会での聴聞会を経て正式に就任することとなる。
同月5日、与党・国民の力代表の韓東勲は「4日、大統領と面談したが、今回の事態に対する大統領の認識は、私や国民の認識と大きな違いがあり、共感するのが難しかった。党代表として、尹大統領の離党を求める」とコメントしたうえで、弾劾決議案については「混乱によって生じる被害を防ぐために、成立しないように努める」と述べ、党として反対する方針を改めて示した。国会での弾劾訴追案可決には、訴追案を提出した野党のほかに国民の力から8名以上の造反者が出た場合、可決される見通しとなっている。
しかし翌6日、国民の力の韓代表は、尹が「戒厳宣布の当日に尹大統領が主要政治家などを反国家勢力であることを理由に、高校の後輩の防諜司令官に逮捕するよう指示したことや、大統領が政治家らを逮捕するため情報機関を動員したことなどを信頼できる根拠を通じ確認した」と明らかにし、そのうえで尹を続投させた場合、今回の非常戒厳のような極端な行動を再び起こす可能性があると指摘し「韓国と国民を大きな危険に陥れる恐れがある」として「大統領の早急な職務執行停止が必要」と発言した。同党は当初、国政の混乱を理由に弾劾案に反対の立場を示していたが、一転して弾劾案に賛成する方向に転じたとみられる。
同月7日、この日の夕方に弾劾訴追案が採決されることとなった。これを前にした午前中に尹大統領が生中継による国民への向けての談話を発表した。尹は非常戒厳宣布について「国民に不安と不便をおかけし、心からおわびする」と述べ、進退には言及を行わなかったが、「法的、政治的責任問題を回避しない」として弾劾決議が可決された場合は受け入れる姿勢を示した。また「私の任期問題を含む政局安定に向けた方策については党に一任する」として、与党・国民の力が任期の短縮などを求めれば、従う意向を示唆した。この談話を受けて、与党・国民の力内は一時傾いた弾劾案賛成から以前の弾劾案反対の方針を維持することとなった。夕方から始まった採決では採決前に国民の力の議員の大半が退出する形で行われた。禹元植国会議長は投票前に退出した与党議員が戻って投票を促すため、投票期限を翌8日0時48分まで延長したほか、野党議員が退出した与党議員の名前を1人ずつ読み上げたうえで投票に戻るよう促した。
今回の弾劾決議案には戒厳宣布の件に加え、尹自身と夫人の金建希に対する様々な疑惑、2022年10月のソウル梨泰院雑踏事故での対応、さらには「いわゆる価値外交という名目で地政学的バランスを無視したまま、北朝鮮や中国、ロシアを敵視し、日本中心の奇妙な外交政策を主張し、日本に傾倒した人物を政府の要職に任命するなどの政策を展開することで、北東アジアで孤立を招き、戦争の危機を引き起こし、国家安全保障と国民保護義務を放棄してきた」という理由も含まれていた。
結局、与党側から安哲秀、金睿智、金相旭などの議員が投票に加わり、投票人数は300人中195人に達したが、同日21時半過ぎに定足数不足で採決が成立せず、弾劾案は自動的に廃案となった。野党側は弾劾案を再度提出し、尹の弾劾議決を目指すこととなり、政治空白が長期化する懸念がある。
採決が行われている国会前には尹の弾劾を求める市民デモが行われ、警察推計で約15万人が集結し、各地で抗議集会も開かれた。一方で尹を支持する保守派団体の集会も行われている。
同月8日、内乱罪で告発されていた前国防部長官の金龍顕が、検察の特別捜査本部により拘束された。また同日、尹の側近で、警察を所管する行政安全部長官の李祥敏が引責辞任した。
同日、与党・国民の力代表の韓東勲と国務総理の韓悳洙は共同で声明を出し「秩序ある大統領の早期退陣で、大韓民国と国民に与える混乱を最小化しながら安定的に政局を収拾し、自由民主主義を正す」と大統領の早期退陣へ向けて事態を収拾することを明言した。大統領の職務については「外交を含め国政に関与しない」としている。
同月12日、共に民主党は尹に対する大統領弾劾決議案を再度提出し、同月14日に採決が行われる事が決定。可決には引き続き与党から8名以上の賛成が必要となっていたが、前回から与党内からの造反者が増加しており、さらに国民の力代表の韓東勲が、尹が大統領の早期退陣に応じる様子を見せていない事を理由に弾劾案への賛成へ転ずる意思を表明したことで、弾劾案が可決される見通しとの報道が事前にあった。その一方で、前回の弾劾決議案に賛成した祖国革新党代表の曺国が、同月12日に自身の娘の不正入学疑惑に関し、公文書偽造・同行使罪や業務妨害罪などにより大法院で懲役2年の実刑判決が確定し、議員失職となったことで野党陣営の勢いが弱まる可能性も指摘されていた。

### 弾劾訴追案の国会通過
しかし、結果的に同月14日に開催された2回目の大統領弾劾決議案において、300名のうち賛成204票、反対85票、棄権3票、無効8票で議席数の3分の2を超えた為弾劾決議案が成立した事から尹の大統領職の職務停止が決定した。弾劾案の可決により大統領の職務が停止されたのは2004年の盧武鉉、2016年の朴槿恵に続く史上3例目となった。これにより憲法の規定に基づき、国務総理である韓悳洙が大統領代行を務める事となった。二度目の弾劾訴追案では、最初の弾劾訴追案に含まれていた価値外交に関する内容が削除されたほか、戒厳をめぐる新たな証言を元にした内容が追加された。
弾劾訴追案の国会可決を受け、尹大統領は談話を発表し、以下の様に述べた。談話の中で、今後の政権運営の意欲を示した。

尊敬する国民の皆様、本日（14日）、国会で弾劾訴追案が可決される様子を見ながら、私が初めて参政を宣言した2021年6月29日のことを思い出しました。
当時、この国の自由民主主義と法治は崩れ、国中に自営業者の絶望と若者たちの挫折が満ちていました。その熱い国民の切実な願いを胸に、政治の世界に飛び込みました。それ以来、一瞬たりとも休むことなく、全力で取り組んでまいりました。
<中略>
韓米日協力を復元し、グローバル外交の地平を広げるため、昼夜を問わず奔走しました。「大韓民国1号営業マン」として世界を駆け回り成果を上げるたびに、言葉では表せない大きな誇りを感じました。大韓民国の国際的な地位が高まり、安全保障と経済が強固になっていく姿に、疲れを忘れるほどでした。そして今、その辛くも幸福で、苦しくもやりがいのあった旅路を、一旦止めざるを得なくなりました。これまでの努力が無駄になってしまうのではないかという不安を感じています。
私は一旦立ち止まりますが、国民の皆様と共に歩んできた未来への旅路が、決して止まってはならないと信じています。そして、私は決して諦めません。私への叱責、励まし、応援のすべてを胸に刻み、最後の瞬間まで国家のために最善を尽くします。
公職者の皆様にお願い申し上げます。困難な時期ですが、揺るぎなく各自の役割を守り、責任を全うしてください。大統領権限代行を中心に力を合わせ、国民の安全と幸福を守るために全力を尽くしてくださるようお願いします。
そして、政界にお願い申し上げます。これ以上の暴走と対立の政治から脱却し、熟議と配慮の政治へと変わるよう、政治文化と制度の改善に力を注いでください。
愛する国民の皆様、私は国民の皆様の底力を信じています。私たち全員が力を合わせ、大韓民国の自由民主主義と繁栄のために努力しましょう。
<後略>
—尹錫悦（ユン・ソンニョル）大統領,国民向け談話

### 憲法裁判所による審議

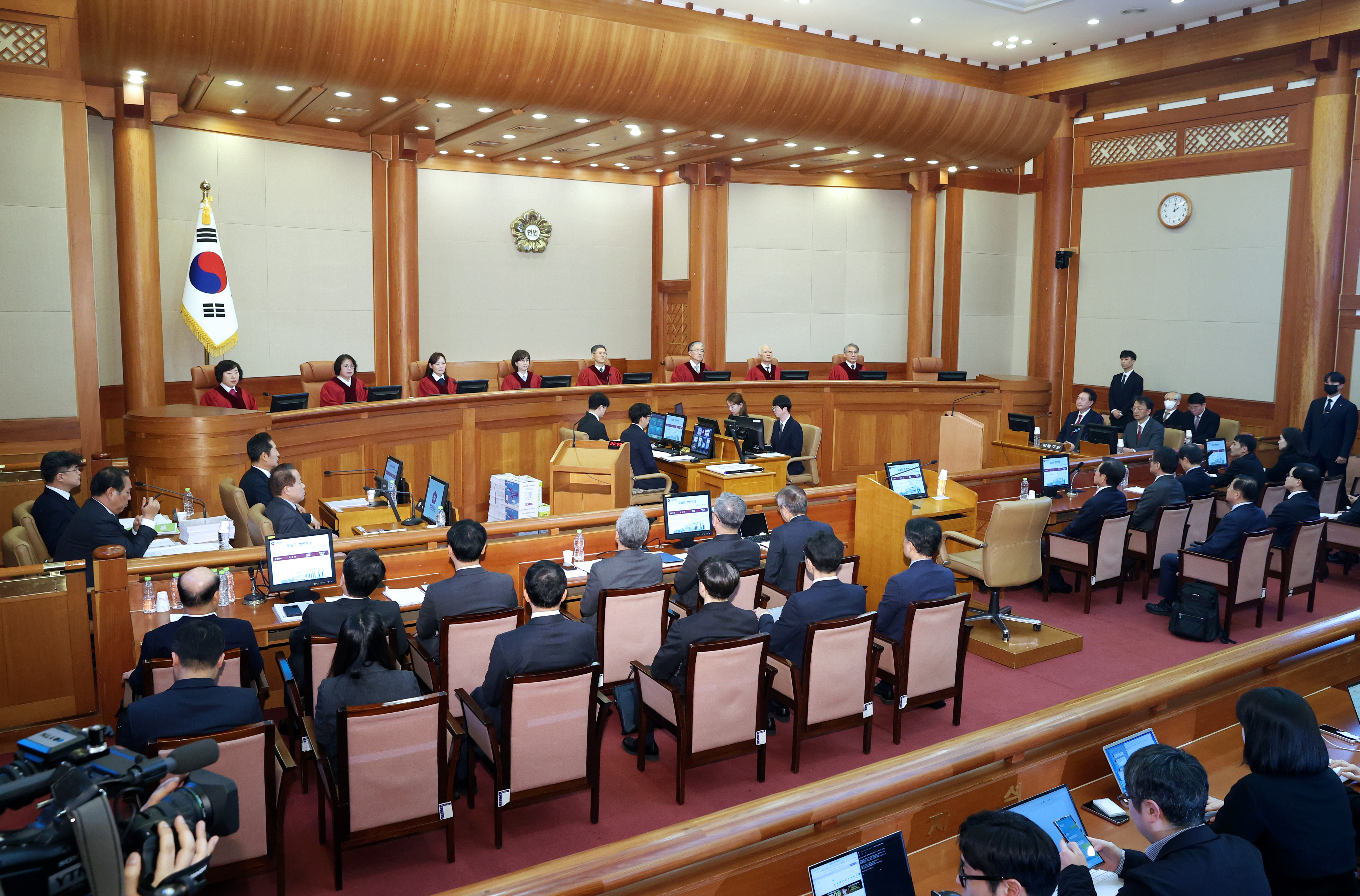
2025年1月21日に憲法裁判所で行われた弾劾訴追第3回公判の様子

憲法裁判所は12月16日に裁判官会議を開き、主審裁判官（裁判長）を尹錫悦が2023年に任命した鄭亨植（チョン・ヒョンシク）憲法裁判事を任命し、最初の弁論準備期日を12月27日午後2時から開始すると決定した。
YouTubeなどを通じて、ユン大統領の戒厳令が不正選挙を調査するため以上のものでないということを信じる主張がなされ、これがその論理展開によって広がった。始めに大きく注目されたのは歴史教師チョン・ハンギルの主張であり、同じ意見の発表が増え、一月末の調査では弾劾派を超える国民の支持を集めるに至った。これは左右両派の対立として多くのデモへと発展した。
主に2月前後に行われた憲法裁判所の証人質問では、大統領による政治家への逮捕・拘束命令があったとしていた一連の証言や証人は検証的に見ると極めて疑わしいと見える様相が現れ、これらは動画で流れ、YouTube上で日本語訳された動画も何人もの配信者によって流された。しかしそれらの証言はそのまま証拠として採用されていった。
大統領擁護派は今回の弾劾について、以下のような問題を挙げている。
1. 不法占拠の疑いを調査しようとしても、文在寅政権時代に憲法裁判所が選挙管理委員会を大統領権限外だとしてしまったのでふつうは調査できない。選挙管理委員会は特権的に私物化されていて、憲法裁判官はそれと人事的につながり、憲法裁判官は文在演政権の時代に左翼活動家が多くなって、不正選挙疑惑の調査を否定する判断を下した。選挙は国家の根幹なので、これは非常事態であり、他に方法がない。戒厳令は大統領権限である。
2. 大統領に対して野党(議会では多数派)の共に民主党が2024年にあまりにも多くの弾劾を行って議会をマヒ状態にしていたし、大統領周辺の予算を削って行動がしづらかった、という事情からやむなしの手段であったこと。
3. 憲法裁判所に至るまでの弾劾手続きが何段階にもわたって、手続きに反していること。訴追理由は国会での弾劾発議から変化し、権限外のやり方を繰り返していた。さらに憲法裁判所の裁判官の任命が左派だけを任命するように強要していること。単に左派ではなく裁判所を自分たちの理想のように変えることを目的とする[51][52]政治結社体[53]とみられるウリ法研究会に属している。[54]
4. 武力を使って国会を封鎖し議員などを拘束しようとしたという証言があり得ない。混乱を予想して整理する程度の人数しかなく、本気で行えば戒厳令が2時間で解除されたりすぐ従うはずもなく、また裁判の数々の証言の整合性からそんな命令はないと証明されているはず、ということ。
5. 共に民主党は裁判を急がせている。一方でじつは、李在明・共に民主党代表はいくつもの疑惑があり偽証言疑惑によって裁判中であり政治生命を危ぶまれている。よって、尹大統領を早く失職させて選挙を行うことで、李在明代表は大統領選に出馬して候補者の特権によって裁判を停止させられる、という計画と見られること。

これに対して、共に民主党は自分たちが戒厳令の武力弾圧から守ったのだと主張している。韓国のマスコミは左右両派で完全に分かれていた。多くのマスコミが左派であった。李相哲TVでは、日本のマスコミは韓国のマスコミを信じているが、文政権のときに右側の記者が追放されたから左に偏っていると語られていた。
教師のチョン・ハンギルはテレビに出たとき、裁判の判定を示さずに手続き不良で却下するしか混乱を防ぐ方法はないと主張した。一見中立的な中央日報などは、どんな判決でも従うことが国を分裂させない道だと主張した。
4月の判決直前において、尹大統領支持派は判決には従うべきとしたが、共に民主党の代表である李在明など弾劾派は絶対に認めないと主張し続けた。
2025年4月4日、憲法裁は尹錫悦の罷免を8人の判事の全員一致で決定した。尹は失職し、60日以内に大統領選挙が行われる。各判事の判断は以下の通り。
| 判事氏名                  | 指名                    | 任命者 | 政治傾向 | 判断 | 補足意見 | 補足意見                     |
| 判事氏名                  | 指名                    | 任命者 | 政治傾向 | 判断 | 一事不再議について | 伝聞証拠について             |
| ------------------------- | ----------------------- | ------ | -------- | ---- | --- | ---------------------------- |
| 文炯培 （朝鮮語: 문형배） | 大統領 （文在寅）       | 文在寅 | 革新派   | 罷免 | 二回の訴追案はそれぞれ別会期（418/419）で処理されるにつき 有効                                                                    | なし                         |
| 李美善 （朝鮮語: 이미선） | 大統領 （文在寅）       | 文在寅 | 革新派   | 罷免 | 二回の訴追案はそれぞれ別会期（418/419）で処理されるにつき 有効                                                                    | 弾劾裁判における運用を緩和   |
| 金炯枓 （朝鮮語: 김형두） | 大法院院長 （金命洙）   | 尹錫悦 | 革新派   | 罷免 | 二回の訴追案はそれぞれ別会期（418/419）で処理されるにつき 有効                                                                    | 弾劾裁判における運用を緩和   |
| 鄭貞美 （朝鮮語: 정정미） | 大法院院長 （金命洙）   | 尹錫悦 | 革新派   | 罷免 | 二回の訴追案はそれぞれ別会期（418/419）で処理されるにつき 有効                                                                    | なし                         |
| 鄭亨植 （朝鮮語: 정형식） | 大統領 （尹錫悦）       | 尹錫悦 | 保守派   | 罷免 | 二回の訴追案はそれぞれ別会期（418/419）で処理されるにつき 有効。 ただし、今後に弾劾訴追案の提出回数を制限する立法をする必要性あり | なし                         |
| 金福馨 （朝鮮語: 김복형） | 大法院院長 （曹喜大）   | 尹錫悦 | 保守派   | 罷免 | 二回の訴追案はそれぞれ別会期（418/419）で処理されるにつき 有効                                                                    | 弾劾裁判における運用を厳格化 |
| 趙漢暢 （朝鮮語: 조한창） | 国会 （国民の力指名）   | 崔相穆 | 保守派   | 罷免 | 二回の訴追案はそれぞれ別会期（418/419）で処理されるにつき 有効                                                                    | 弾劾裁判における運用を厳格化 |
| 鄭桂先 （朝鮮語: 정계선） | 国会 （共に民主党指名） | 崔相穆 | 革新派   | 罷免 | 二回の訴追案はそれぞれ別会期（418/419）で処理されるにつき 有効                                                                    | なし                         |

判決内容は、5つの点で法律違反があったとしている。これは弁護側の主張や事実認定などをすべて否定するものである。
- 当時は非常事態ではなかった。戒厳令は戦争や事変のときに行われるもの。国政マヒは完全に対応不能なほどではない。国政の麻痺や不正選挙疑惑は政治・制度・司法的手段を通じて解決すべき。
- 布告令において政治活動を禁じたのは政治的基本点や職業の自由などを侵害。
- 国会に警察や軍を投入したとき、議員を引きずり出せと命じたと認定。国会議員の審議・評決権や不逮捕特権の侵害、政党活動の自由を侵害した。
- 一部の判事や政治家らの位置を確認したと認定。これは裁判官にとっても圧力になった。司法の独立を侵害した。
- 選挙管理委員会が立ち入りを統制して内部を捜索したのは選挙管理委員会の独立性を侵害した。

4月7日の李相哲TVでは判決文を語りあって、朴斗鎮はあらゆるものが非常識で裁判と呼べないものとして非難している。
4月5日の保守系の朝鮮日報では、共に民主党が国政マヒをもたらしたことが戒厳令の強い動機であり、国会は少数意見も尊重して話し合いで進めるべきだと、憲法裁判所が判決とともに示したことについて、李在明他の共に民主党議員はそれを無視して弾劾を繰り返そうとしている、と評する。
罷免により尹の現職大統領としての不訴追特権は失われ、5月1日に検察は職権乱用罪で追起訴した。

## 影響
2024年12月14日、歌手のイ・スンファンは水原市でのコンサートで、尹錫悦の弾劾を歓迎する発言をした後、亀尾市は「安全上の理由」として、同月25日に予定された同市内のイのコンサートへの施設貸出をキャンセルした。イは同月13日、汝矣島で開催された「弾劾コンサート」にも参加した。